# Jonas Wennerberg
Jonas Wennerberg, född 1600-talet, död 20 september 1728 i S:t Laurentii församling, Östergötlands län, var en svensk rådman, riksdagsledamot och politiker.

## Biografi
Jonas Wennerberg föddes på 1600-talet och arbetade som rådman i Söderköping. Han avled 1728 i S:t Laurentii församling och begravdes 30 september samma år.
Wennerberg var riksdagsledamot för borgarståndet i Söderköping vid riksdagen 1719.